# That's the Way It Is (canção)
"That's the Way It Is" é um single do álbum de coletânea de Céline Dion All the Way... A Decade of Song. O single foi lançado em 1 de novembro de 1999;  atingindo a posição a 6ª posição na Billboard Hot 100 no Estados Unidos, em 2000, tendo sido mais um grande sucesso mundial para Céline Dion.

## Produção e Composição
"That's the Way It Is" foi produzido por Andreas Carlsson, o conceituado produtor pop Max Martin, e Kristian Lundin, que escreveu várias canções de sucesso para artistas como NSYNC, Backstreet Boys e Britney Spears.

## Videoclipe
O clipe da música dirigido por Liz Friedlander, e foi filmado na Califórnia em 17 de outubro de 1999. Estreou na programação do canal VH1 em 8 de novembro de 1999. O vídeo foi incluído no DVD da coletânea All the Way... A Decade of Song. Em 24 de outubro de 2009, o clipe foi lançado no Youtube e alcançou 100 milhões de visualizações, se tornando o segundo clipe da cantora a ser certificado pela VEVO.

## Posições nas Paradas
| Chart (1999)                                | Posições de pico |
| ------------------------------------------- | ---------------- |
| Australian Singles Chart                    | 14               |
| Austrian Singles Chart                      | 8                |
| Belgian Flanders Singles Chart              | 17               |
| Belgian Wallonia Singles Chart              | 7                |
| Canadian Singles Chart                      | 13               |
| Canadian BDS Adult Contemporary Chart       | 1                |
| Canadian RPM Adult Contemporary             | 1                |
| Dutch Singles Chart                         | 7                |
| European Singles Chart                      | 2                |
| Finnish Singles Chart                       | 4                |
| French Singles Chart                        | 6                |
| German Singles Chart                        | 8                |
| Irish Singles Chart                         | 12               |
| Italian Singles Chart                       | 3                |
| New Zealand Singles Chart                   | 7                |
| Norwegian Singles Chart                     | 3                |
| Spanish Singles Chart                       | 7                |
| Swedish Singles Chart                       | 2                |
| Swiss Singles Chart                         | 5                |
| UK Singles Chart                            | 12               |
| EUA Billboard Hot 100                       | 6                |
| EUA Billboard Hot Adult Contemporary Tracks | 1                |
| EUA Billboard Hot Adult Top 40 Tracks       | 5                |
| EUA Billboard Hot Dance Singles Sales       | 7                |
| EUA Billboard Hot Latin Pop Airplay         | 19               |
| EUA Billboard Latin Tropical Airplay        | 17               |
| EUA Billboard Rhythmic Top 40               | 40               |
| EUA Billboard Top 40 Mainstream             | 3                |

### Paradas de fim de ano
| Paradas de fim de ano (2000)          | Posição |
| ------------------------------------- | ------- |
| EUA Billboard Hot 100 Year-end charts | 28      |
| EUA Billboard Adult Contemporary      | 3       |

## Certificações e Vendas
| País             | Certificação | Vendas  |
| ---------------- | ------------ | ------- |
| Austrália (ARIA) | Ouro         | 35,000  |
| Bélgica (BEA)    | Ouro         | 25,000  |
| França (SNEP)    | Prata        | 189,100 |
| Alemanha (BVMI)  | Ouro         | 250,000 |
| Suécia (GLF)     | Platina      | 30,000  |